# Ivan Oman
Janez »Ivan« Oman, slovenski politik, poslanec in kmet, * 10. september 1929, Zminec, † 17. avgust 2019, Zminec
Že takoj po osnovni šoli je začel delati na očetovi kmetiji. Leta 1960 je prevzel posestvo in se poročil z Marijo (rojena Križnar), s katero je imel sedem otrok.
Po letu 1968 je postal občinski odbornik. Ob uvedbi delegatskega sistema leta 1974 je s tega mesta odstopil. V sedemdesetih letih je organiziral kmečka društva, ki pa so bila kmalu razpuščena. Do začetka procesa demokratizacije in osamosvajanja je bil predsednik Kmetijske zadruge Škofja Loka in predsednik krajevne skupnosti Zminec.
Leta 1988 je na povabilo Emila Erjavca prevzel vodenje iniciativnega odbora za ustanovitev Slovenske kmečke zveze. 12. maja leta 1988 je bil na zborovanju v Unionski dvorani, ki je potekalo pod geslom »Ali res mora kmet samo ubogati?« izvoljen za predsednika Slovenske kmečke zveze. Njen predsednik je ostal do spomladi leta 1992, ko je vodenje stranke prevzel njegov zet Marjan Podobnik. Sodeloval je v vseh večjih dogodkih demokratizacije ter osamosvajanja. Tako je nastopil na odmevni okrogli mizi, ki je potekala v okviru SZDL in se je ukvarjala z vprašanjem »kakšne volitve hočemo«, govoril je na zborovanju za četverico JBTZ, nastopil je na prireditvi v Cankarjevem domu za podporo kosovskim rudarjem. Ob nastanku Združene opozicije Slovenije DEMOS je postal njen podpredsednik. Sodeloval je tudi pri ustanavljanju ostalih pomladnih strank Demosa. Na predstavitvi Demosa januarja 1990 v Cankarjevem domu je izgovoril najbolj znan stavek v svoji karieri, ko je dejal: »Mi gremo na volitve zato, da zmagamo,«. Leta 1990 je bi izvoljen za člana predsedstva Republike Slovenije. Bil je edini član predsedstva, ki je podprl ustanovitev Slovenske vojske in ni podpisal »Deklaracije za mir«. Ker si je želel, da bi se SKZ, ki se je medtem preimenovala v Slovensko ljudsko stranko, združila s SKD, je pred volitvami leta 1992 pristopil k SKD ter kandidiral na njihovi listi, na kateri je bil tudi izvoljen za poslanca 1. državnega zbora Republike Slovenije. Po izteku mandata se je od aktivne politike poslovil.
Leta 1996 mu je bilo podeljeno državno odlikovanje zlati častni znak svobode Republike Slovenije za izjemne zasluge pri obrambi svobode in uveljavljanju suverenosti Republike Slovenije.
Umrl je 17. avgusta 2019. Pokopali so ga 21. avgusta 2019 z vojaškimi častmi na mestnem pokopališču v Škofji Loki. Pogreba se je udeležil ves slovenski politični vrh in drugi vidni posamezniki.